# Biorreator tipo Wave
O Biorreator tipo Wave é um biorreator single-use formado por dois componentes principais: uma plataforma de operação e a Cellbag. A mistura do meio reacional é realizada pela movimentação característica da plataforma, que induz a formação de ondas dentro da Cellbag. Essas ondas são responsáveis pela transferência de energia e massa no biorreator e permite a incorporação de oxigênio no meio sem a formação de bolhas e espuma. A plataforma é responsável pela formação das ondas, através do controle da velocidade de agitação e do ângulo de inclinação da plataforma. Além disso, é possível também monitorar e regular a temperatura e a injeção de gases através da plataforma de operação. A Cellbag é um compartimento removível onde ocorre o cultivo, portanto deve ser feita de material biocompátivel e inerte. Por ser removível e descartável, a Cellbag pode ser pré-validada quanto a esterilidade, o que reduz os custos em relação a esterilização do biorreator e permite iniciar o cultivo mais rapidamente.
O uso desse tipo de biorreator vem crescendo na biotecnologia, principalmente na área de cultura de células animais. Isso porque a mistura realizada pela formação de ondas não causa danos ás células e não precisa fazer uso de impelidor, fazendo com que a taxa de cisalhamento nas células seja baixa.